# 모두의 당
모두의 당(일본어: みんなの党 민나노토[*])은 일본의 군소 정당이었다. 2009년 일본 중의원 선거 전에 창당된 정당으로서, 선거 당시 "일본 내 국가 공무원 10만명 감축"이라는 공약을 내세웠다. 이 정당은 일본 내 규제 정책의 완화, 공공사업의 민영화와 같은 신자유주의 정책을 주장한다. 이 정당은 2010년 7월 11일에 치러진 참의원 선거에서 10석을 추가하여 원내 3당으로 올라섰다. 아베 신조의 중의원 해산으로 치러지게 된 제47회 일본 중의원 의원 총선거를 앞두고 민주당과 야권연대 또는 합당 여부에 대해 당원들의 의견이 엇갈리자 아예 해산하기로 결정했다.